# Mô hình PRECEDE–PROCEED
Mô hình Precede - Proceed là khung đánh giá chi phí-lợi ích được đề xuất vào năm 1974 bởi tiến sĩ Lawrence W. Green, giúp các nhà hoạch định chương trình y tế, các nhà hoạch định chính sách đánh giá phân tích tình huống và thiết kế các chương trình y tế một cách hiệu quả. Mô hình cung cấp một cơ cấu toàn diện để đánh giá sức khỏe và chất lượng của nhu cầu cuộc sống; thiết kế, thực hiện và đánh giá nâng cao sức khỏe cho các chương trình y tế công cộng để đáp ứng những nhu cầu đó. Một mục đích và nguyên tắc chỉ đạo của mô hình Precede - Proceed là để hướng sự chú ý ban đầu đến kết quả, chứ không phải là yếu tố đầu vào. Nó hướng dẫn lập kế hoạch thông qua một quá trình bắt đầu với những kết quả mong muốn và sau đó làm việc ngược trong chuỗi nhân quả để xác định một kết hợp của chiến lược để đạt được những mục tiêu đó. Giả định có sự tham gia tích cực của các đối tượng- đó là, mà những người tham gia ("người tiêu dùng") sẽ tham gia tích cực trong việc xác định những vấn đề riêng của họ, thiết lập mục tiêu của mình, và phát triển các giải pháp của họ.
Trong khuôn khổ này, hành vi sức khỏe được coi là bị ảnh hưởng bởi cả hai yếu tố cá nhân và môi trường, và do đó có hai phần riêng biệt. Đầu tiên là một "chẩn đoán giáo dục" - đi trước, một từ viết tắt cho nguyên nhân nền, củng cố và kích hoạt Constructs trong giáo dục Chẩn đoán và đánh giá. Thứ hai là một "chẩn đoán sinh thái" - Tiếp tục, chính sách, quy định, và Constructs tổ chức trong giáo dục và phát triển môi trường. Mô hình này là đa chiều và được thành lập trong xã hội / khoa học hành vi, dịch tễ học, hành chính và giáo dục. Việc sử dụng hệ thống khung trong một loạt các thử nghiệm lâm sàng và lĩnh vực xác nhận tiện ích và giá trị tiên đoán của các mô hình như là một công cụ lập kế hoạch (ví dụ như Green, Levine, và Deeds).

## Tóm tắt lịch sử và mục đích của mô hình
Khung trước lần đầu tiên được phát triển và giới thiệu trong năm 1970 của Green và các đồng nghiệp. trước được dựa trên tiền đề rằng, cũng giống như một chẩn đoán y tế trước một kế hoạch điều trị, một chẩn đoán giáo dục của vấn đề là rất cần thiết trước khi phát triển và thực hiện các kế hoạch can thiệp. yếu tố ảnh hưởng bao gồm kiến thức, thái độ, niềm tin, sở thích cá nhân, kỹ năng, và tự hiệu quả đối với sự thay đổi hành vi mong muốn. Yếu tố gia cố bao gồm các yếu tố có phần thưởng hoặc củng cố sự thay đổi hành vi mong muốn, bao gồm cả hỗ trợ xã hội, lợi ích kinh tế, và thay đổi chuẩn mực xã hội. Yếu tố hỗ trợ là những kỹ năng hoặc các yếu tố vật lý như tính sẵn sàng và khả năng tiếp cận các nguồn tài nguyên, hoặc dịch vụ đó tạo điều kiện cho thành tích của động lực để thay đổi hành vi. Mô hình này đã dẫn đến hơn 1000 nghiên cứu được công bố, các ứng dụng và bình luận về các mô hình trong các tài liệu chuyên nghiệp và khoa học.
Vào đầu những năm 1990, Trung tâm quốc gia phòng chống bệnh tật kinh niên và tăng cường sức khỏe tại Trung tâm Kiểm Soát và Ngừa Bệnh (CDC, Bộ Y tế và Dịch vụ con người) đã cho thêm nổi bật quốc gia cho các model đi trước. Tiến sĩ Marshall Kreuter, Giám đốc Bộ phận của Chronic kiểm soát dịch bệnh và cộng đồng can thiệp và nhân viên của mình, thích ứng và kết hợp trước vòng một quá trình lập kế hoạch mô hình được cung cấp với sự hỗ trợ kỹ thuật liên bang để các sở y tế nhà nước và địa phương để làm việc với các liên minh của mình để lập kế hoạch và đánh giá nâng cao sức khỏe chương trình. Các mô hình CDC được gọi là Patch, cho tiếp cận Planned đến sức khoẻ cộng đồng. Sự liên quan của sáng kiến này vào ứng dụng của đi trước, và là nguồn cảm hứng cho một số các phần mở rộng của (PATCH) mô hình kết hợp PROCEED kích thước đã được trình bày chi tiết trong một vấn đề đặc biệt của Tạp chí Giáo dục sức khỏe trong năm 1992.
Năm 1991, "tiến hành" đã được thêm vào khuôn khổ trong việc xem xét công nhận ngày càng tăng của việc mở rộng giáo dục sức khỏe để hoàn thiện chính sách, các yếu tố môi trường / sinh thái quy định và có liên quan trong việc xác định hành vi sức khỏe và y tế. Như hành vi sức khoẻ như hút thuốc và nghiện rượu tăng hoặc trở nên đề kháng với thay đổi, do đó đã công nhận rằng những hành vi này đều bị ảnh hưởng bởi các yếu tố như các phương tiện truyền thông, chính trị, và các doanh nghiệp, mà nằm ngoài sự kiểm soát trực tiếp của các cá nhân. Do đó nhiều phương pháp "sinh thái" là cần thiết để xác định và ảnh hưởng đến các môi trường và các yếu tố quyết định xã hội về sức khỏe hành vi. Với sự xuất hiện và phát triển nhanh chóng trong lĩnh vực di truyền, các mô hình trước-Tiến cũng đã được sửa đổi cũng trong năm 2005 để bao gồm và giải quyết các kiến thức phát triển trong lĩnh vực này.

## Mô tả của mô hình
Các mô hình quy hoạch trước, tiến hành bao gồm bốn giai đoạn lập kế hoạch, một giai đoạn thực hiện, và 3 giai đoạn đánh giá. [2] [3] [5] 
Vui lòng click vào liên kết sau đây trên trang web của Tiến sĩ Green để thấy một đại diện đồ họa của mô hình.
Trước giai đoạn	 Tiến hành giai đoạn
Giai đoạn 1 - Chẩn đoán Xã hội	 Giai đoạn 5 - Thực hiện
Giai đoạn 2 - dịch tễ học, hành vi & Chẩn đoán môi trường	 Giai đoạn 6 - quá trình đánh giá
Giai đoạn 3 - Giáo dục & sinh thái Chẩn đoán	 Giai đoạn 7 - Đánh giá tác động
Giai đoạn 4 - Hành chính & Chính sách Chẩn đoán	 Giai đoạn 8 - Đánh giá cho kết quả
GIAI ĐOẠN 1 - Chẩn đoán XÃ HỘI 
Giai đoạn đầu tiên trong chương trình khuyến mại giai đoạn lập kế hoạch chương trình với việc xác định và đánh giá các vấn đề xã hội có ảnh hưởng đến chất lượng cuộc sống của dân quan tâm. Đánh giá xã hội là "ứng dụng, thông qua sự tham gia rộng rãi, nhiều nguồn thông tin, cả khách quan và chủ quan, được thiết kế để mở rộng sự hiểu biết lẫn nhau của người dân về nguyện vọng của mình vì lợi ích chung". [2] Trong giai đoạn này, các nhà hoạch định chương trình thử để đạt được một sự hiểu biết về các vấn đề xã hội có ảnh hưởng đến chất lượng cuộc sống của cộng đồng và các thành viên của nó, thế mạnh của mình, điểm yếu, và các nguồn lực; và sự sẵn sàng của họ để thay đổi. Điều này được thực hiện thông qua các hoạt động khác nhau như phát triển một ủy ban kế hoạch, tổ chức các diễn đàn cộng đồng, và tiến hành các nhóm tập trung, các cuộc điều tra, và/hoặc các cuộc phỏng vấn. Những hoạt động này sẽ tham gia vào các đối tượng trong quá trình lập kế hoạch và các nhà quy hoạch sẽ có thể nhìn thấy những vấn đề chỉ là cộng đồng thấy những vấn đề.
GIAI ĐOẠN 2 - dịch tễ học, HÀNH VI VÀ CHẨN ĐOÁN MÔI TRƯỜNG 
Chẩn đoán dịch tễ học - Chương trình khuyến mại đánh giá dịch tễ học với việc xác định và tập trung vào các vấn đề cụ thể về sức khỏe (s) của cộng đồng, và các yếu tố hành vi và môi trường liên quan đến nhu cầu sức khỏe ưu tiên của cộng đồng. Dựa trên những ưu tiên, chương trình mục tiêu có thể đạt được và mục tiêu cho các chương trình đang được phát triển sau đó được thành lập. [2] đánh giá dịch tễ học có thể bao gồm phân tích dữ liệu thứ cấp hoặc thu thập dữ liệu ban đầu. Ví dụ về các dữ liệu dịch tễ học bao gồm thống kê quan trọng, nhà nước và các cuộc điều tra y tế quốc gia, hồ sơ y tế và hành chính vv yếu tố di truyền, mặc dù không thể thay đổi trực tiếp thông qua một chương trình nâng cao sức khỏe, đang trở nên ngày càng quan trọng trong việc tìm hiểu các vấn đề sức khỏe và tư vấn cho những người có nguy cơ di truyền, hoặc có thể thể hữu ích trong việc xác định các nhóm có nguy cơ cao để can thiệp. [2] [3]
Chẩn đoán hành vi - Đây là phân tích các liên kết hành vi cho các mục tiêu hoặc các vấn đề được xác định trong chẩn đoán xã hội hay dịch tễ học. Các sự chứng minh hành vi của một vấn đề sức khỏe được hiểu trước hết là thông qua những hành vi tiêu biểu cho mức độ nghiêm trọng của bệnh (ví dụ như sử dụng thuốc lá trong thanh thiếu niên). Thứ hai, thông qua hành vi của các cá nhân trực tiếp ảnh hưởng đến các cá nhân có nguy cơ - ví dụ như cha mẹ của thanh thiếu niên người giữ thuốc lá ở nhà. Thứ ba, thông qua những hành động của người ra quyết định có ảnh hưởng đến môi trường của các cá nhân có nguy cơ, chẳng hạn như các hành động thực thi pháp luật để hạn chế truy cập của tuổi teen đến thuốc lá. Sau khi chẩn đoán hành vi được thực hiện cho mỗi vấn đề y tế được xác định, các kế hoạch có thể phát triển các can thiệp cụ thể và hiệu quả hơn.
Chẩn đoán môi trường - Đây là một phân tích song song của các yếu tố môi trường xã hội và thể chất khác với những hành động cụ thể mà có thể liên quan đến các hành vi. Trong việc đánh giá này, các yếu tố môi trường ngoài sự kiểm soát của cá nhân được sửa đổi để ảnh hưởng đến kết quả sức khỏe. Ví dụ, tình trạng dinh dưỡng kém ở trẻ em trường có thể là do sự sẵn có của các loại thực phẩm không lành mạnh trong nhà trường.